# 리그 오브 레전드 월드 챔피언십 2024
리그 오브 레전드 월드 챔피언십 2024(League of Legends World Championship 2024)은 리그 오브 레전드 월드 챔피언십의 14번째 대회이다. 2024년 9월 25일부터 2024년 11월 2일까지 진행되었으며, T1이 우승하였다. T1이 결승전에서 3 대 2로 비리비리 게이밍을 꺾고, 통산 다섯 번째 우승컵을 들어올렸다. T1은 월드 챔피언십 2023에 이어 같은 선수 구성으로 우승하였으며, 최우수 선수로는 페이커(Faker)가 선정되었다.
결승전은 비리비리 게이밍이 1경기를 이겼고, 2경기에서는 T1이 이기며 1 대 1이 되었다. 이어진 3경기를 비리비리 게이밍이 잡았으나, T1이 4경기에서 쫓아가며 2 대 2 동점이 되었다. 5경기에서 T1이 승리하면서, 통산 다섯 번째 우승컵을 들어올렸다.
2023년 월드 챔피언십에 이어 2024년 월드 챔피언십에서 우승한 T1 선수 명단은 아래와 같다.
- Zeus 최우제
- Oner 문현준
- Faker 이상혁(※결승전 최우수 선수)
- Keria 류민석
- Gumayusi 이민형

## 참가 팀

### 스위스 스테이지 직행팀
| 리그 | 시드  | 팀명                       |
| ---- | ----- | -------------------------- |
| LCK  | 1시드 | 한화생명 e스포츠           |
| LCK  | 2시드 | Gen.G                      |
| LCK  | 3시드 | Dplus KIA                  |
| LCK  | 4시드 | T1                         |
| LPL  | 1시드 | 비리비리 게이밍 드림스마트 |
| LPL  | 2시드 | 탑 e스포츠                 |
| LPL  | 3시드 | LNG 나인봇 e스포츠         |
| LPL  | 4시드 | 웨이보 게이밍 탭탭         |
| LEC  | 1시드 | G2 e스포츠                 |
| LEC  | 2시드 | 프나틱                     |
| LCS  | 1시드 | 플라이퀘스트               |
| LCS  | 2시드 | 팀 리퀴드 혼다             |

### 플레이인 스테이지 참가팀
| 리그  | 시드  | 팀명                              |
| ----- | ----- | --------------------------------- |
| PCS   | 1시드 | PSG 탈론                          |
| PCS   | 2시드 | 후쿠오카 소프트뱅크 호크스 게이밍 |
| VCS   | 1시드 | GAM e스포츠                       |
| VCS   | 2시드 | 바이킹스 e스포츠                  |
| LEC   | 3시드 | 매드 라이온스 코이                |
| LCS   | 3시드 | 100 시브즈                        |
| LLA   | 1시드 | 모비스타 R7                       |
| CBLOL | 1시드 | 페인 게이밍                       |